# 秦恩亭
秦恩亭（1961年2月16日—），男，漢族，山東汶上人，中華人民共和國政治人物，黑龍江大學中文系漢語言文學專業畢業，文學學士。

## 生平
1982年8月參加工作，1986年10月加入中國共產黨。歷任松花江地委組織部、黑龍江省委組織部，曾當上黑龍江省委組織部常務副部長。2016年，轉任黑河市委書記、市人大常委會主任。2020年，獲選為哈爾濱市政協主席、黨組書記。